# Marina 101
La Marina 101 es un rascacielos de 425 m y 101 plantas situado en la Dubai Marina, Dubái, Emiratos Árabes Unidos. El edificio alcanzó su tope estructural en el 2014, y la fachada se completó en el 2016.
El rascacielos tiene 300 habitaciones de hotel y 506 apartamentos con servicio. Es el el 2º edificio más alto de Dubái y de los EAU.
Ha sufrido varios re-diseños desde que empezó su construcción, al igual que cambio de altura y de nombre, ya que en un principio se llamaba Marina 101, y tendría 425 m de altura. Luego pasó a llamarse Dream Dubai Marina y hubiese tenido 432 m. Actualmente se le llama Marina 101, el nombre original, pero con 426,5 m.

## Galería

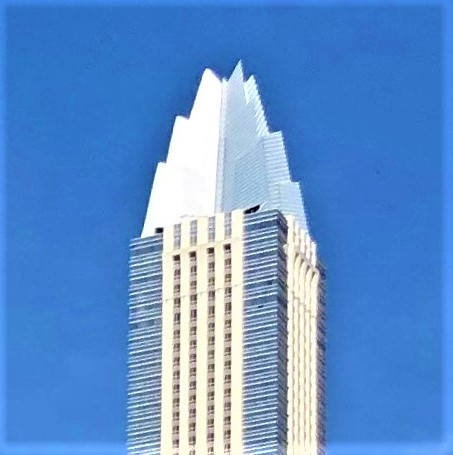
Parte superior de la torre Marina 101.
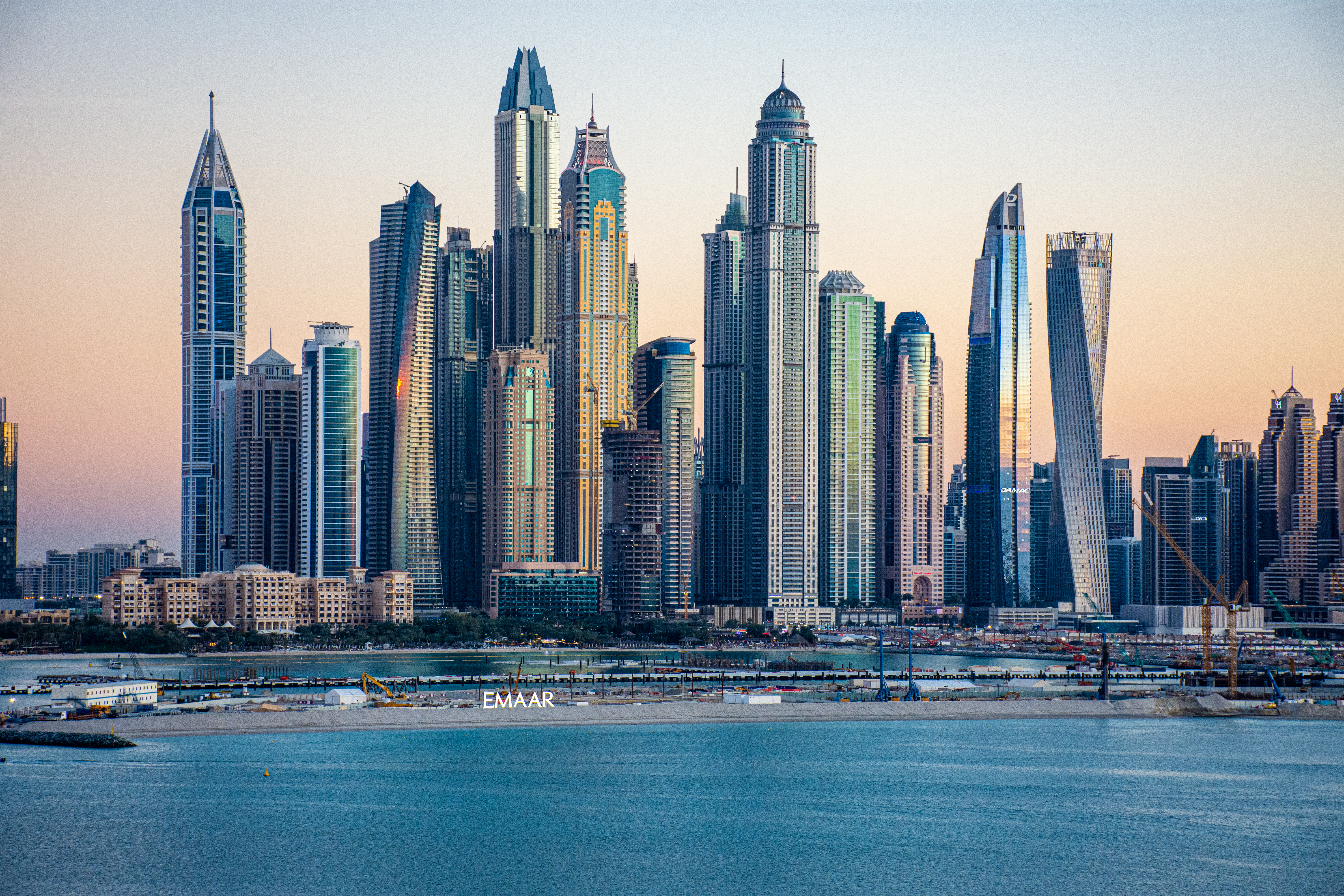
Marina 101 dentro del bloque de edificios más alto del mundo.
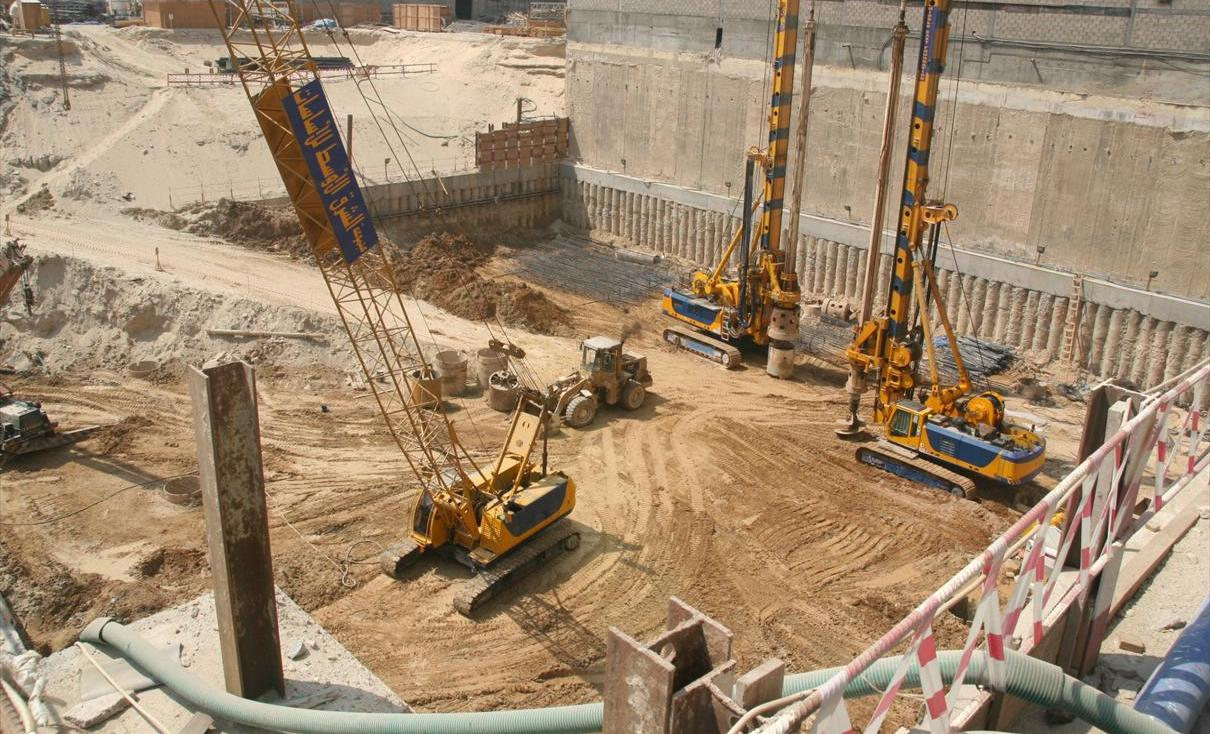
3 de agosto del 2007
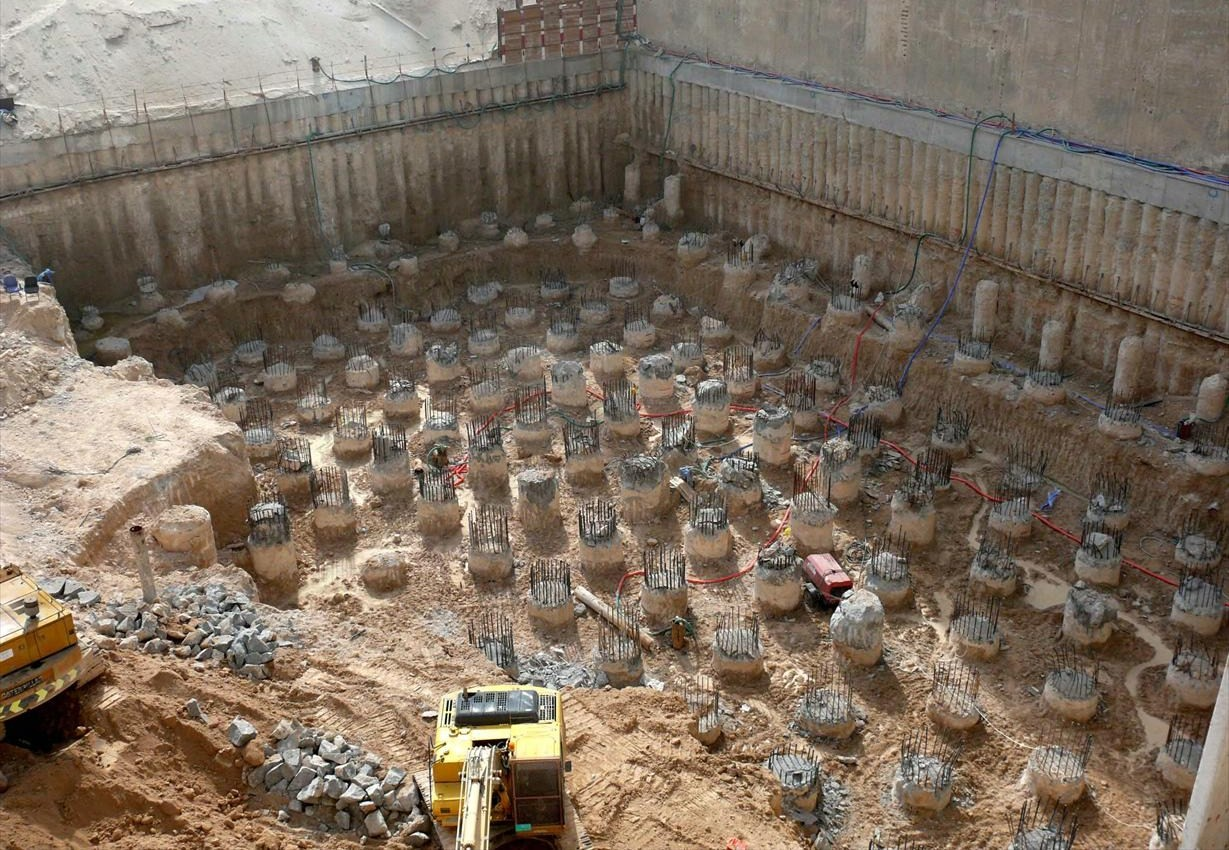
4 de enero de 2008
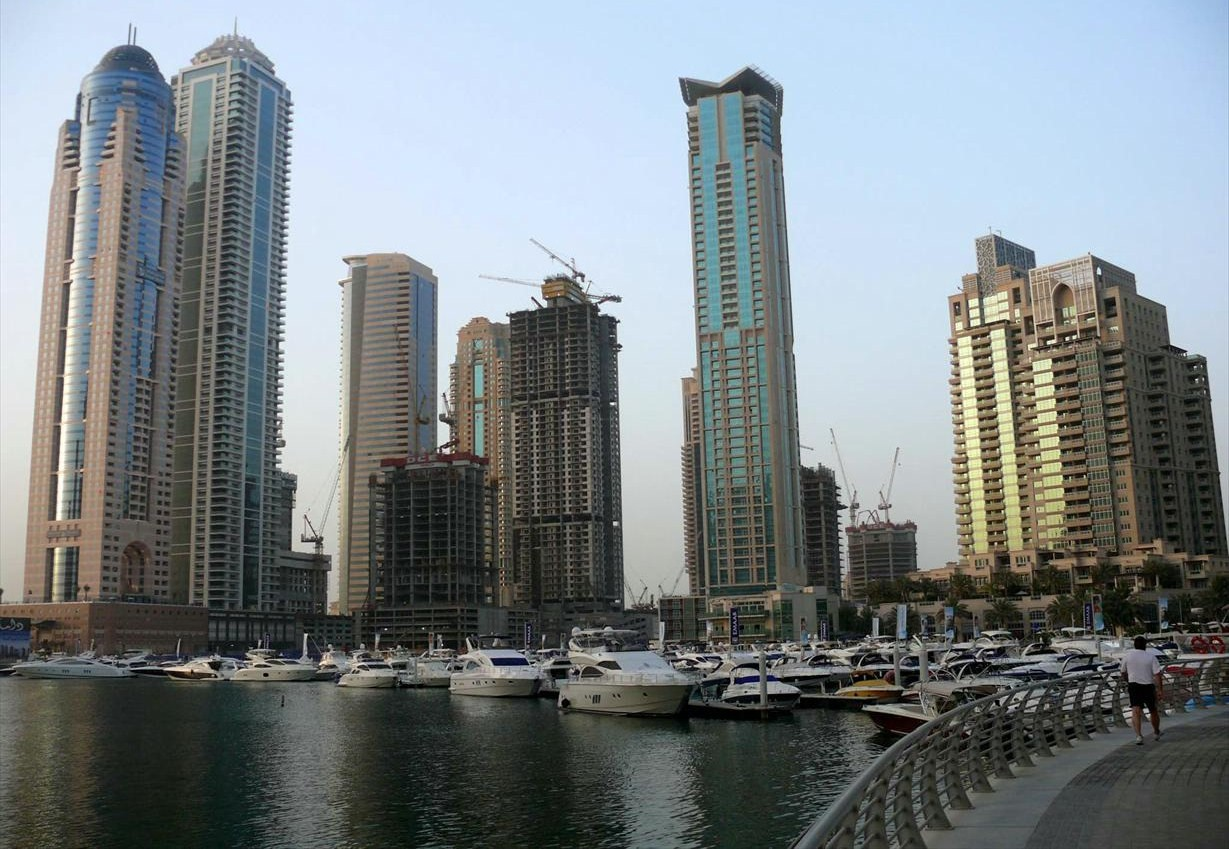
Marina 101 5 de mayo de 2008